# Natalia Matsak
Natalia Matsak (en ucraniano: Наталія Мацак) (Kiev, 17 de marzo de 1982) es una bailarina de ballet ucraniana, primera bailarina (desde 2005) en la Ópera Nacional de Ucrania y artista de honor de Ucrania (desde 2008). 

## Infancia y educación
Matsak comenzó a tomar clases de baile cuando tenía 4 años. Después de bailar con la compañía de danza infantil Dudarik, comenzó a estudiar ballet. De 1992 a 2000, Matsak estudió en la Escuela de Ballet Estatal de Kiev.  Su primera actuación significativa en el escenario de la Ópera Nacional de Ucrania tuvo lugar durante su último año de estudios. Junto con su compañero de grupo Andrey Gura, bailó el pas de deux de Don Quijote (con música de Ludwig Minkus). 

## Carrera
Después de graduarse de la Escuela de Ballet del Estado de Kiev, ingresó a la compañía de ballet de la Ópera Nacional de Ucrania. Al mismo tiempo, la dirección artística de la compañía de ballet fue asumida por el bailarín principal Victor Yaremenko, quien estaba interesado en trabajar con artistas jóvenes, abiertos a nuevas ideas y conceptos. El debut profesional de la bailarina de 18 años fue en 2001 con en el pas de trois del Reino de las Sombras en La Bayadère y el estreno de Vienne Waltz en el Teatro Nacional de la Ópera de Ucrania.
En 2001, recibió el nuevo título oficial: bailarina principal de la Ópera Nacional de Ucrania. 
En 2004, participó en el Quinto Concurso Internacional de Ballet Serge Lifar en Kiev, recibiendo el Diploma de Laureado (2º lugar). En 2005 ganó el 3er lugar en el Décima Competencia Internacional de Ballet y de Coreógrafos de Moscú. Este reconocimiento contribuyó a que fuera ascendida a primera bailarina de la Ópera Nacional de Ucrania. En 2006, ganó el primer lugar (Medalla de oro en el grupo sénior) en el Sexto Concurso Internacional de Ballet Serge Lifar en Kiev.   

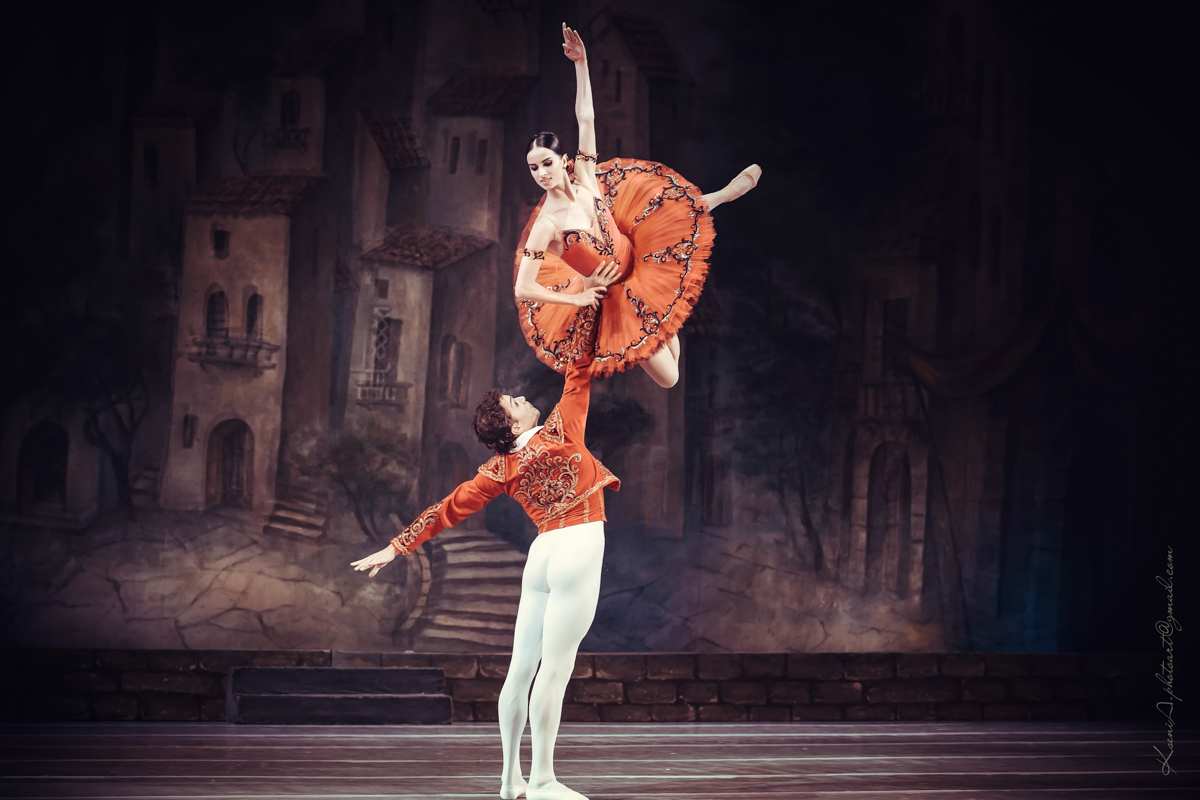
Como Kitri en "Don Quijote"

De 2006 a 2008, actuó en el Teatro Académico y de Ballet Nacional Bolshoi de Bielorrusia en Minsk, donde fue invitada por el director artístico del teatro Valentin Elizariev. Sus actuaciones incluyeron El lago de los cisnes (2006), el concierto de gala dedicado al 60 aniversario de Elizariev (2007) y Don Quijote (2008). 
En enero de 2009 fue invitada a participar en “Una noche con Igor Kolb”, e interpretó el Grand Pas Classique, junto a Mikhail Kaniskin, solista de la compañía de ballet de la Staatsoper Unter den Linden.
En abril de 2009, actuó en el escenario del Teatro Mijáilovski en San Petersburgo, donde interpretó el papel de Medora en el ballet Le Corsaire, en versión de Faruj Ruzimátov. También participó en el concierto dedicado a los logros de Yelena Scheglova, artista de honor de Rusia y artista popular de Tatarstán (Kazan, M. Dzhalil Tatar Academic State Opera and Ballet Theater). 

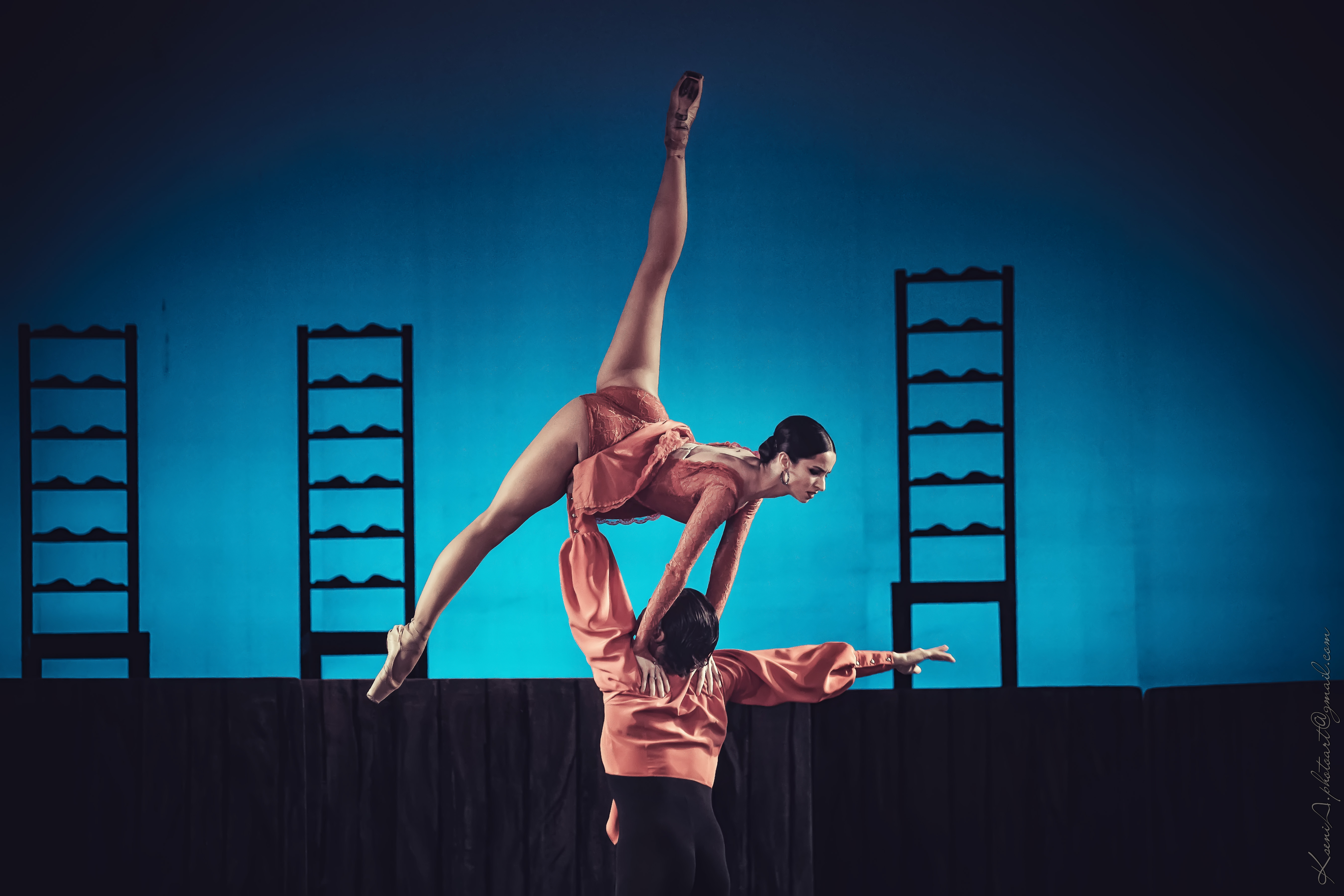
Como Carmen en "Carmen Suite".

En agosto de 2010, estrenó la obra I Am Don Quijote de Boris Eifman (música de Ludwig Minkus) en el Teatro Alexandrinsky en San Petersburgo. A esto le siguieron 18 meses de gira con el ballet Eifman en Europa y los Estados Unidos. 
En 2011, trabajó en Dortmund con Raimondo Rebeck, un maestro de danza moderna alemán graduado de la Escuela de Ballet de Berlín. Como parte de una gala de ballet junto con la compañía de ballet de la Ópera de Dortmund, bailó un dúo llamado Ayer. Hoy. Mañana con Howard López.
Durante el período 2007-2011, fue invitada habitual en el Festival Internacional de Ballet Clásico Rudolf Nureyev en Kazan (ХХ-XXIV). También viajó con las compañías de ballet de la Ópera Nacional de Ucrania y otros teatros internacionales, actuando en escenarios en Italia, España, Portugal, Estados Unidos, Canadá, México, Japón y Corea. 

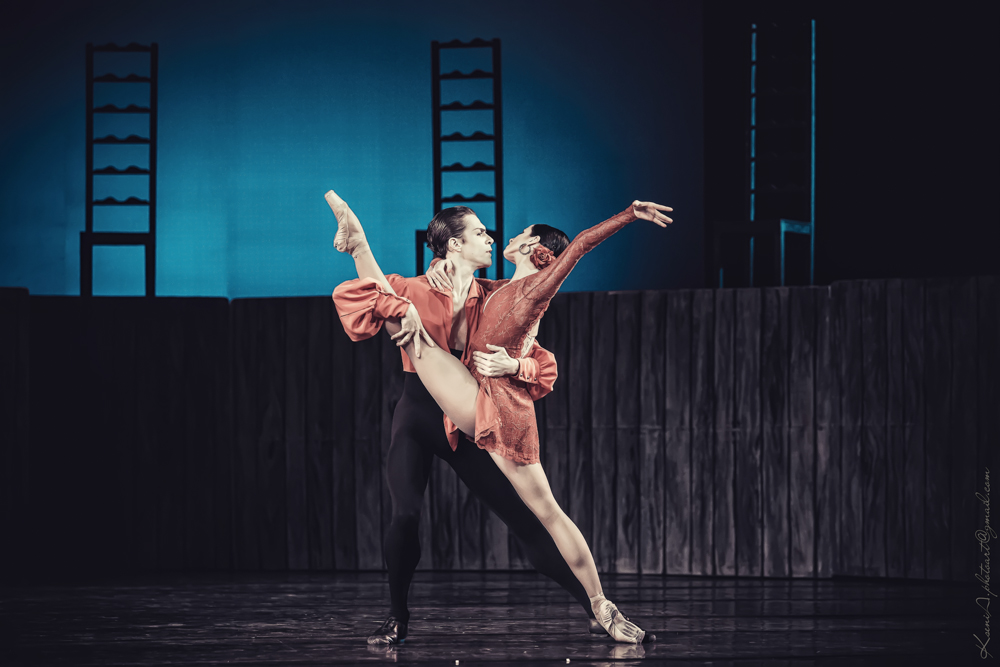
Como Carmen en "Carmen Suite".

En 2008 fue galardonada con el título de Artista de Honor de Ucrania según un Decreto del Presidente de Ucrania Victor Yushenko. En abril de 2010 se realizó la gala Una noche con Natalia Matsak, dedicada a los primeros 10 años de su carrera de ballet. En el invierno de 2014, participó en el proyecto "Irina Kolesnikova invita ...", celebrado en el Palacio de Congresos de París, donde bailó el rol de Nikiya de La bayadera y Odile-Odette en El lago de los cisnes con Vadim Muntagirov, bailarín principal del Royal Ballet de Londres. En el verano de 2015 tuvo lugar la gala "Temporada de Irina Kolesnikova" en el London Coliseum, donde actuó como Odile-Odette en El lago de los cisnes, con Kimin Kim, bailarín principal del Teatro Mariinski; y como Gamzatti en La bayadera, con Denis Rodkin, bailarín principal del Bolshoi Ballet Company. En diciembre de 2015 dentro de la gira Ave Maya! en memoria de Maya Plisétskaya, actuó en los escenarios de Dnipró, Kiev, Odesa y Chisináu (Moldavia). En 2016 bailó El lago de los cisnes y El cascanueces en Ámsterdam y Belgrado; y Don Quijote en Riga. 
Ha bailado Denys Nedak, solista principal de la Ópera Nacional de Ucrania. Una de sus primeras presentaciones tuvo lugar en abril de 2008 en el Noveno Festival Internacional Serge Lifar de la Danse, donde presentaron un pas de deux de la obra Suite in White (música de E. Lalo,y coreografía de S. Lifar). En 2012, ambos artistas recibieron el derecho exclusivo de realizar un extracto del ballet "Red Giselle" de Boris Eifman, que describe el trágico destino de una famosa bailarina rusa Olga Spesívtseva. El dueto de Matsak y Denys participó en los Festivales Internacionales de Ballet Clásico XV (junio de 2009) y XVIII (junio de 2012) Rudolf Nureyev en Ufa. Junto con otros solistas destacados de todo el mundo, Nedak y Matsak participaron en una gira llamada World Ballet Stars que incluyó más de 20 ciudades rusas (proyecto de Ruslan Nurtdinov, noviembre de 2012).

## Premios
- 2004 - El Diploma de Laureado en el Quinto Concurso Internacional de Ballet Serge Lifar en Kiev, recibiendo (2.º lugar)
- 2005 - 3er lugar en el Décimo Concurso Internacional de Ballet de Moscú y Concurso de Coreógrafos
- 2006 - 1er lugar (Medalla de oro en el grupo sénior) en el Sexto Concurso Internacional de Ballet Serge Lifar en Kiev
- 2008 - Artista de honor de Ucrania